# Diecéze aradská
Diecéze aradská (latinsky Dioecesis Aradensis) je titulární diecéze římskokatolické církve.

## Historie
Poloha historického Aradu odpovídá modernímu Tel Aradu v dnešním Izraeli. Je starobylým biskupským sídlem v římské provincii Palestina III. Bylo součástí Jeruzalémského patriarchátu a sufragannou arcidiecéze Petra.
Jediný známý biskup této diecéze je Stephanus, kterého je lze ze starověkých dokumentů doložit ve dvou příležitostech: roku 518 podepsal synodní dopis patriarchy Jana Jeruzalémského proti Severusovi Antiochijskému; roku 536 podepsal akty svolaného synodu patriarchy Petra proti Antimusovi Konstantinopolskému.
Dnes je Arad využíván jako titulární biskupské sídlo; od roku 1969 je sídlo bez biskupa. Z pramenů, zejména z 18. století, bylo sídlo označováno jako Arathensis, a pletlo se s názvem diecéze Aradensis ve Fénicii a se sídlem Arathiensis v Kappadokii.

## Seznam biskupů
- Stephanus (zmíněn roku 518 a 536)

## Seznam titulárních biskupů
- 1725–1727 Karol Poniński
- 1728–1733 Caspar Adolph Schnernauer
- 1734–1748 Franz Joseph Anton von Hahn
- 1846–1882 Louis-Désiré Maigret, SS.CC.
- 1883–1890 Józef Hollak
- 1911–1923 Augustine Kandathil
- 1924–1929 Pierre Aziz Ho
- 1933–1944 Pierre-Marie Gourtay, C.S.Sp.
- 1944–1969 Vicente Roig y Villalba, O.F.M. Cap.